# Cắt Ấn Độ Dương
Cắt Ấn Độ Dương (danh pháp hai phần: Falco zoniventris) là một loài chim thuộc chi Cắt trong họ Cắt. Nó là đặc hữu của Madagascar. Nó có chiều dài 27–30 cm với sải cánh dài 60–68 cm. Phía trên có màu xám và đuôi là tối. Dưới là màu trắng với những vệt màu xám đen trên cổ họng. Thức ăn của nó là thằn lằn, côn trùng, bọ cánh cứng và chim lớn.